# Kick Back Relax
Kick Back Relax – singel szwedzkiej piosenkarki i zwyciężczyni szwedzkiej edycji Idola, Agnes Carlsson, pochodzący z jej drugiego albumu Stronger. Singel napisany i wyprodukowany został przez Jörgena Elofssona.

## Lista utworów

### Digital download
(Wydany 7 września 2006)
1. "Kick Back Relax (Radio Edit) – 2:59

### Singel CD
(Wydany 20 września 2006)
1. "Kick Back Relax" (Radio Edit) – 2:59
2. "Kick Back Relax" (Wersja instrumentalna) – 2:59

## Notowania
Singel zadebiutował na liście na miejscu 2 i utrzymywał pozycję 2 tygodnie. Na liście utrzymał się 14 tygodni.
| Lista                       | Najwyższa pozycja |
| --------------------------- | ----------------- |
| Szwecja (Sverigetopplistan) | 2                 |